# Alcudia
Alcudia, katalánsky též Alcúdia, je španělské město ležící v severní částí ostrova Mallorca (též Majorka). V této oblasti se jedná o místo nejvíce navštěvované turisty. Město se dělí na více částí, avšak nejnavštěvovanější je přístav Port (též Puerto) d' Alcudia, kde se nachází velké množství hotelů. V Alcudii se nachází zachovalé městské hradby i domy z doby okolo 13. století. Žije zde přibližně 22 tisíc obyvatel.

## Historie

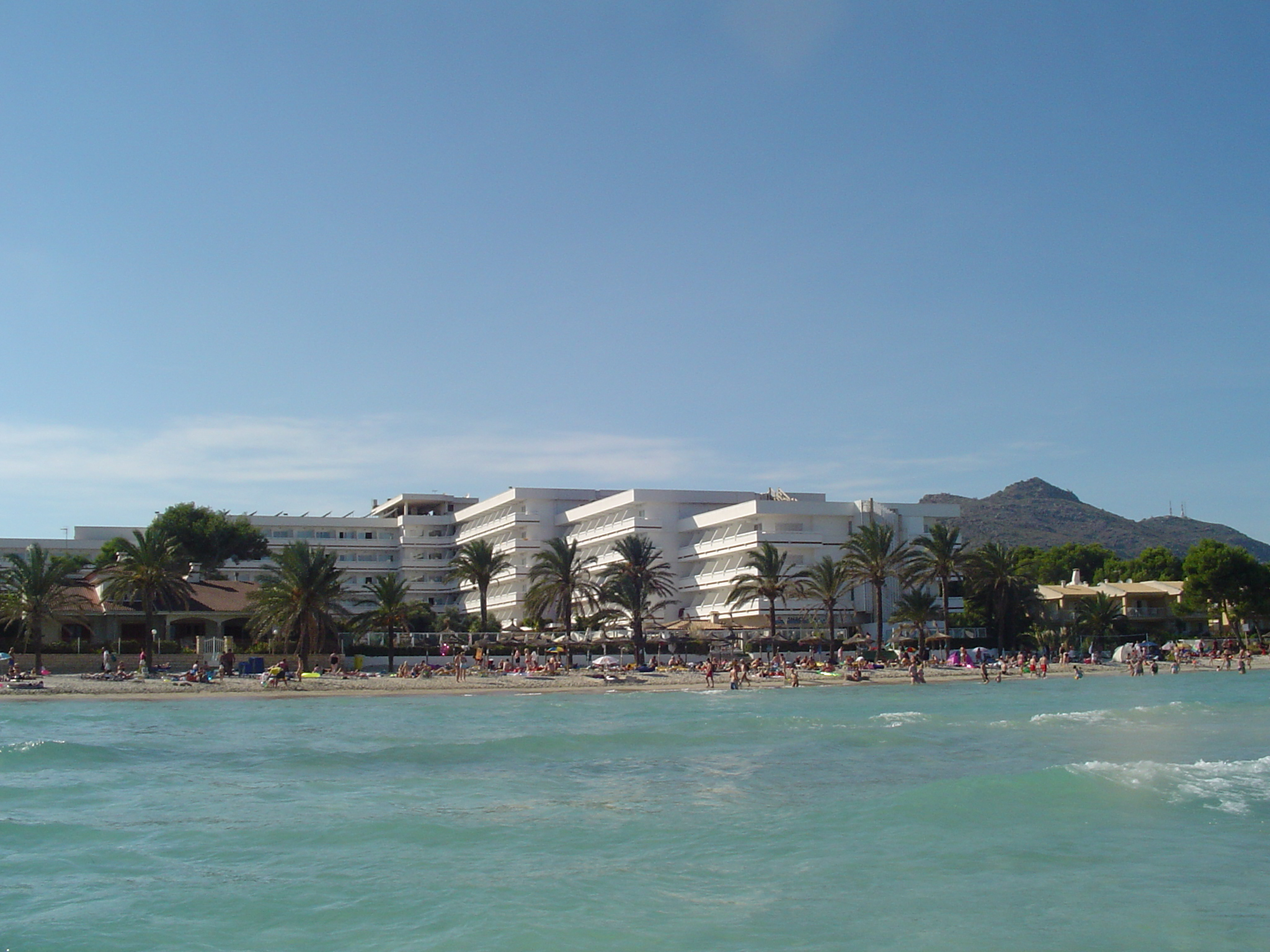
Pobřeží

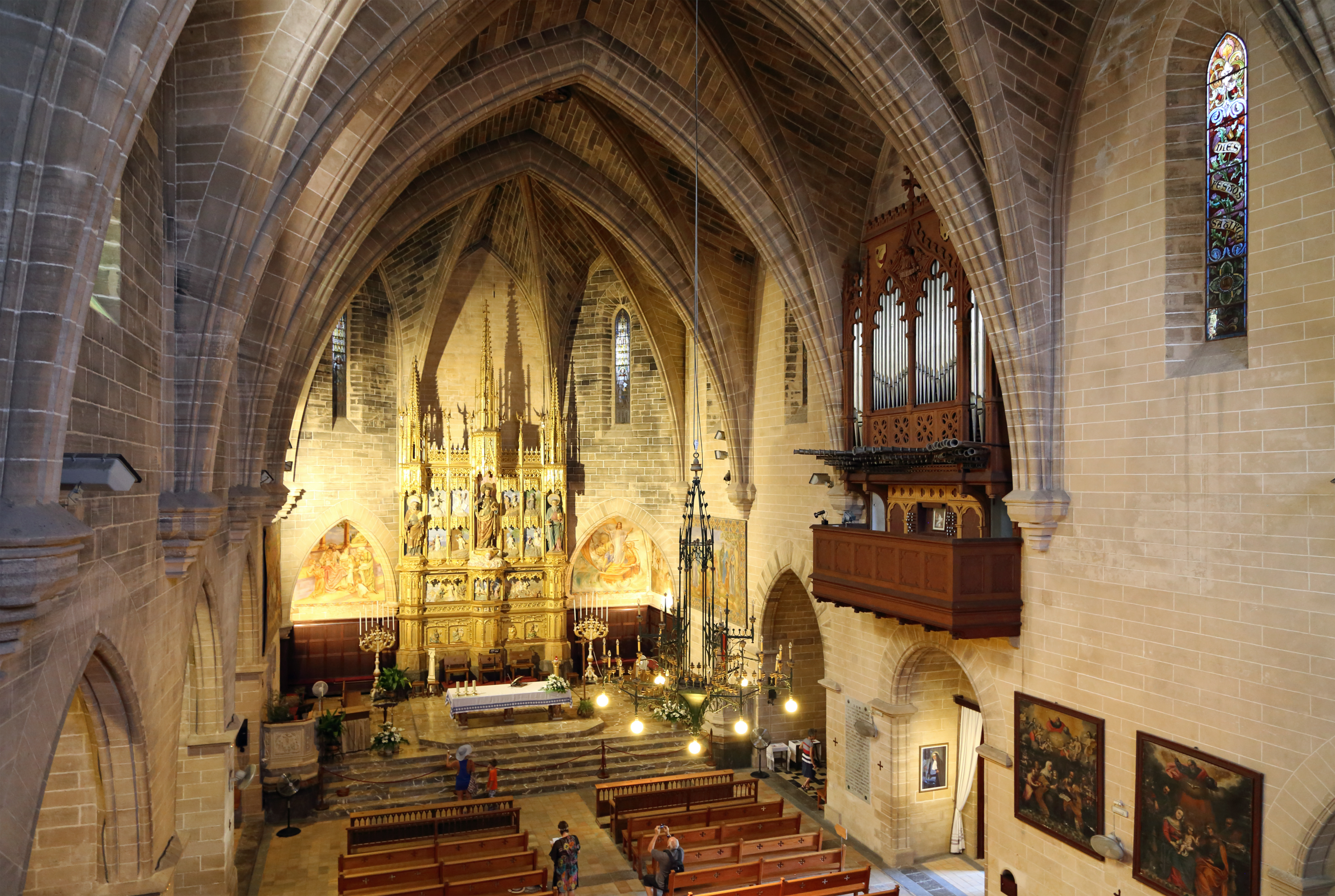
Interiér kostela sv. Jaumeho

Oblast, kde se nachází současné město Alcudia, byla osídlena již v době bronzové. Významnějším obdobím ale byl příchod Římanů na sever Mallorcy. Ti poprvé přistáli na pobřeží ostrova, na území dnešního Port d' Alcudia, v roce přibližně 123 př. n. l. Na jihu ostrova následně založili současné hlavní město Palma de Mallorca a později i přístav Pollença, který sloužil jako tvrz strážící ostrov před vojáky jiných zemí. Pozdější město Pollença bylo velmi známé díky svým kvalitním látkám a tkaninám, které se dovážely až do Říma.

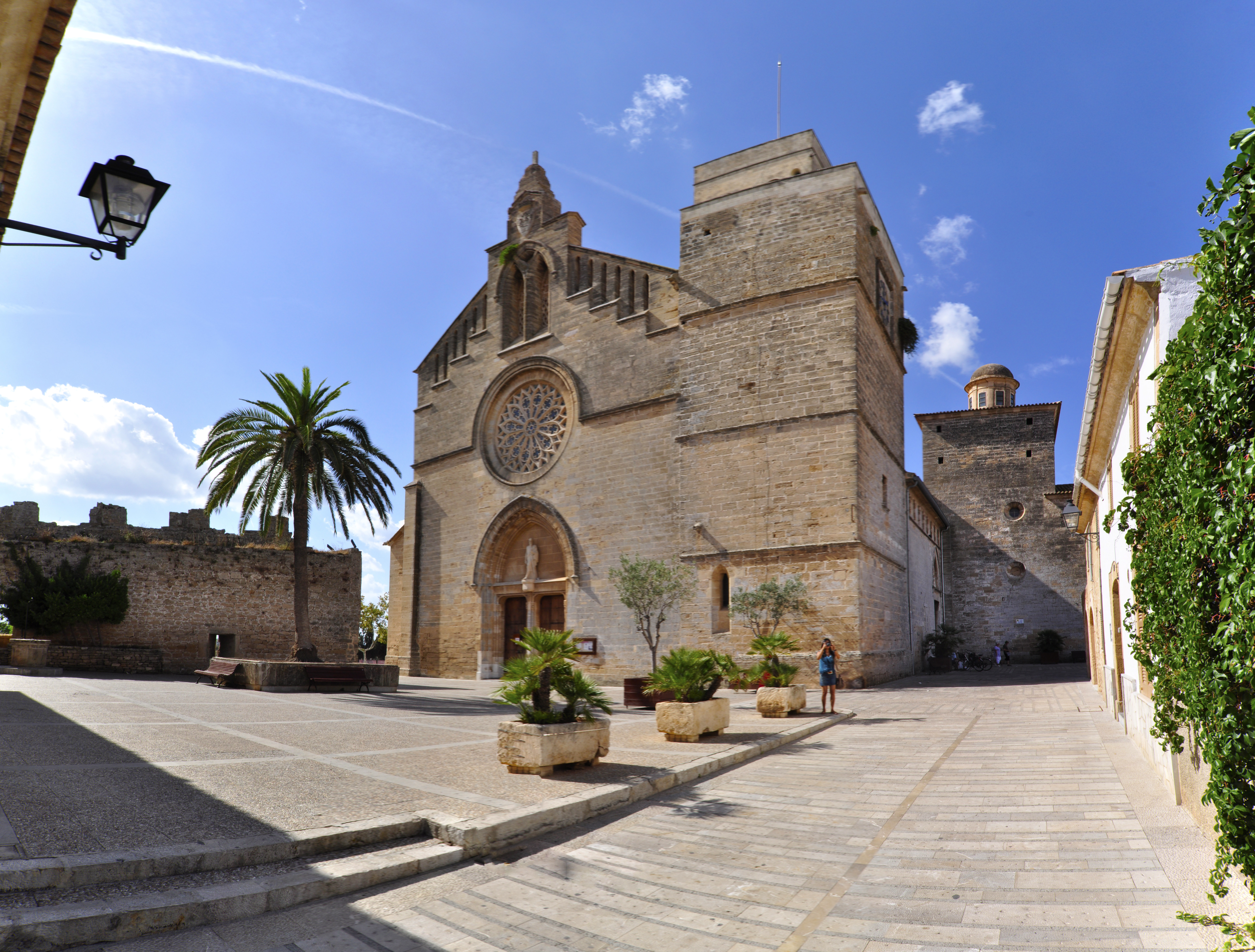
Kostel sv. Jakuba

Když Římané ztratili kontrolu na Středomořím, napadli Mallorcu piráti. Populace na ostrově se značně snížila a zbývající obyvatelé opustili přístav Pollença a přemístili se do bezpečnějších poloh, kde založili nové město Pollença. Nedaleko tohoto nově vystavěného města vznikla i vesnice zvaná Alcudia nebo též Alcúdia.
Roku 1298 koupil celou vesnici Alcudia Jakub II. Aragonský a začal ji rozšiřovat. Vystavěl hřbitov, faru i kostel a později započal i stavbu městských hradeb. Samotné hradby byly dokončeny až roku 1362. Roku 1523 získala obec status města. Současné hradby stojí na stejných místech, avšak v průběhu času byly často rekonstruovány. Roku 1588 byl založen cech řemeslníků Alcudie.

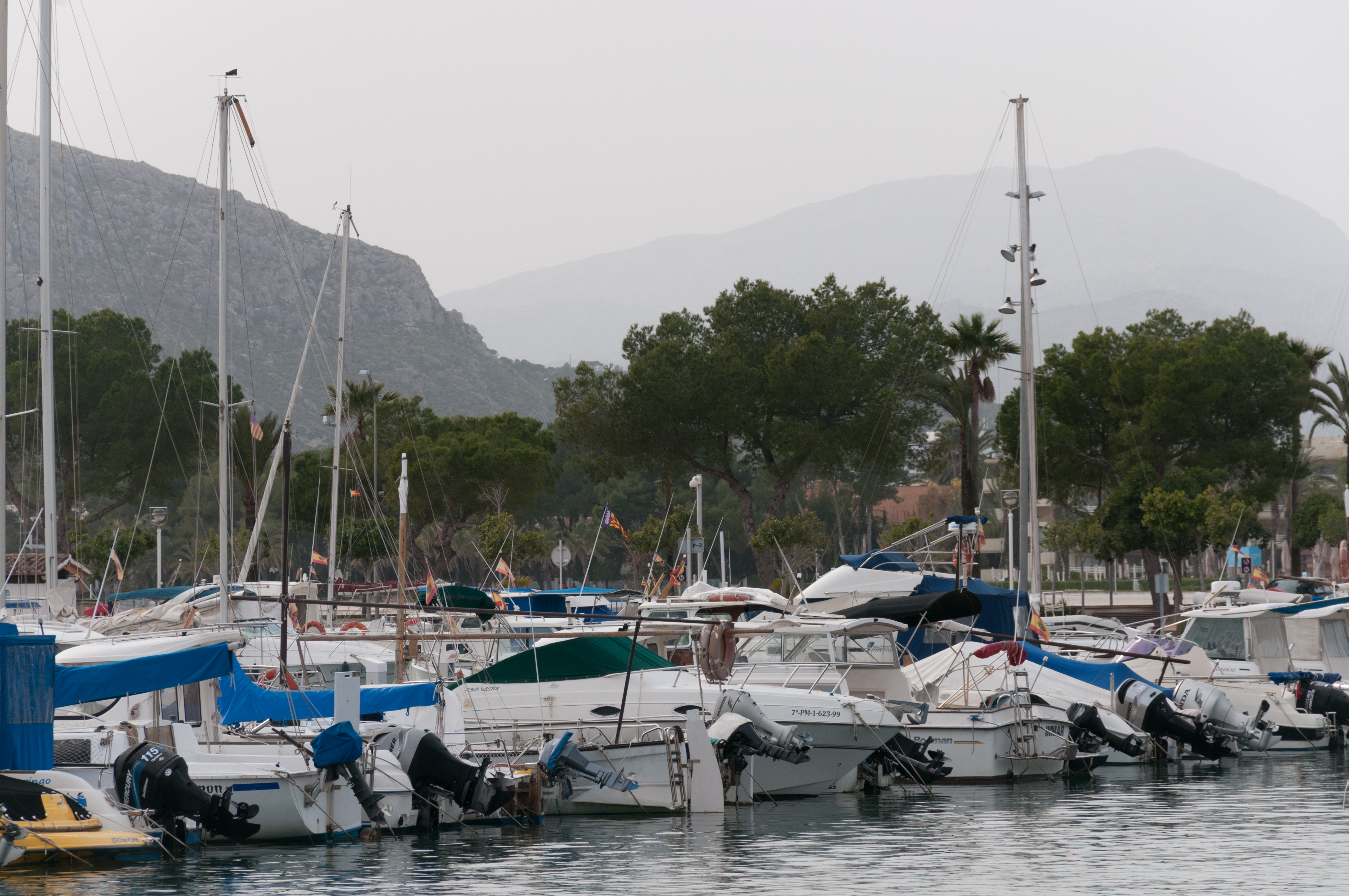
Přístav

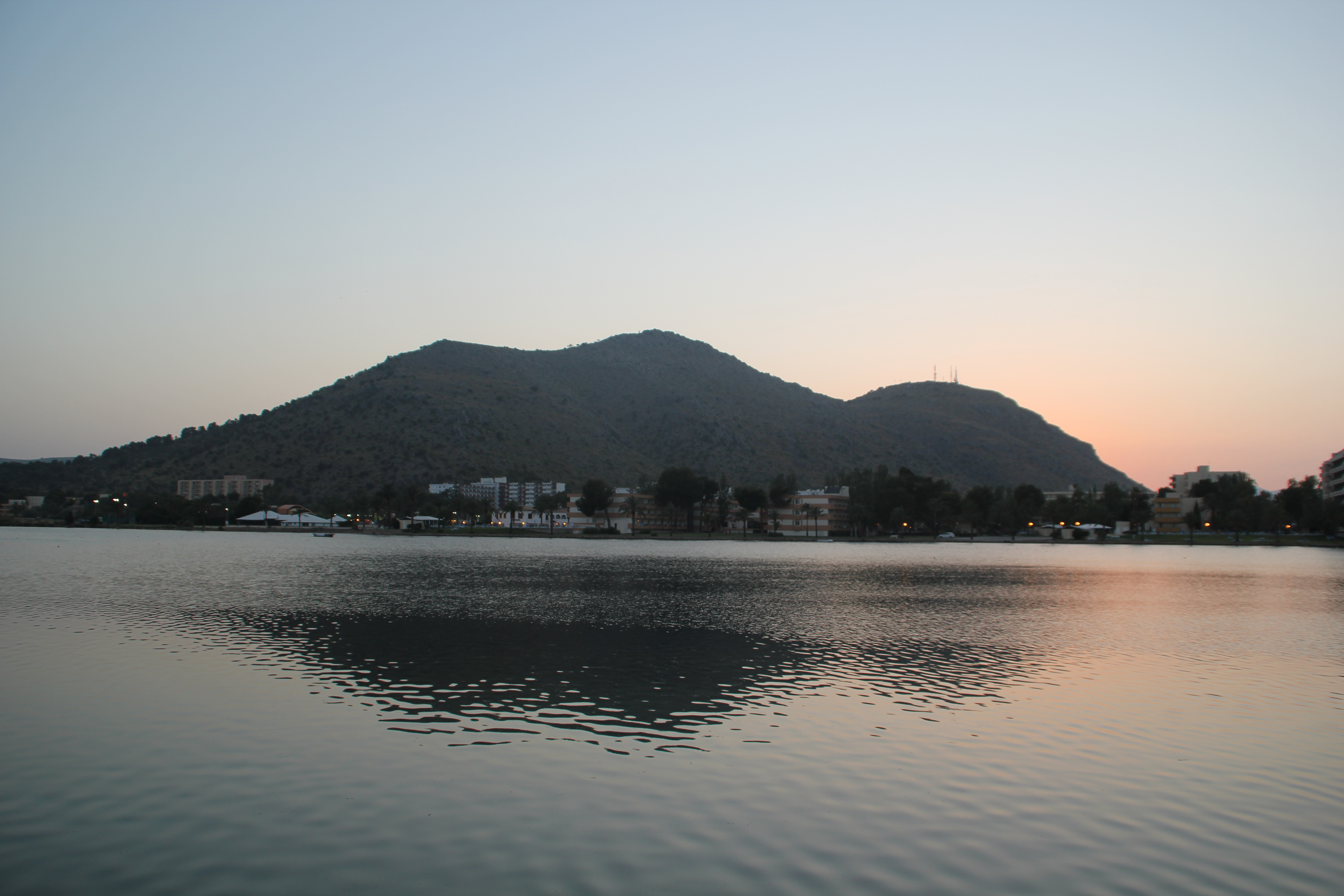
Pohled na vrch Puig de Sant Martí

Během 16. století napadli několikrát město piráti. Populace se postupně pořád snižovala a snižovala. Většina lidí se stěhovala na jih nebo do horských oblastí na západě. Roku 1779 bylo rozhodnuto vystavět ve městě přístav a zlepšit tak jeho ekonomiku. To se podařilo a Alcudia zůstala zachována.
Roku 1920 začaly město navštěvovat první zahraniční turisté. I přesto ale byla ekonomika města slabá. V raných 70. letech 20. století se vedení rozhodlo zaměřit město, spíše než na pěstování vinné révy, na cestovní ruch. O 15 let později se část Alcudie Port d' Alcudia stala hlavním střediskem evropského cestovního ruchu. V 90. letech byla pak zavedena opatření, která měla zlepšit kvalitu služeb ve městě pro turisty.

## Symboly města

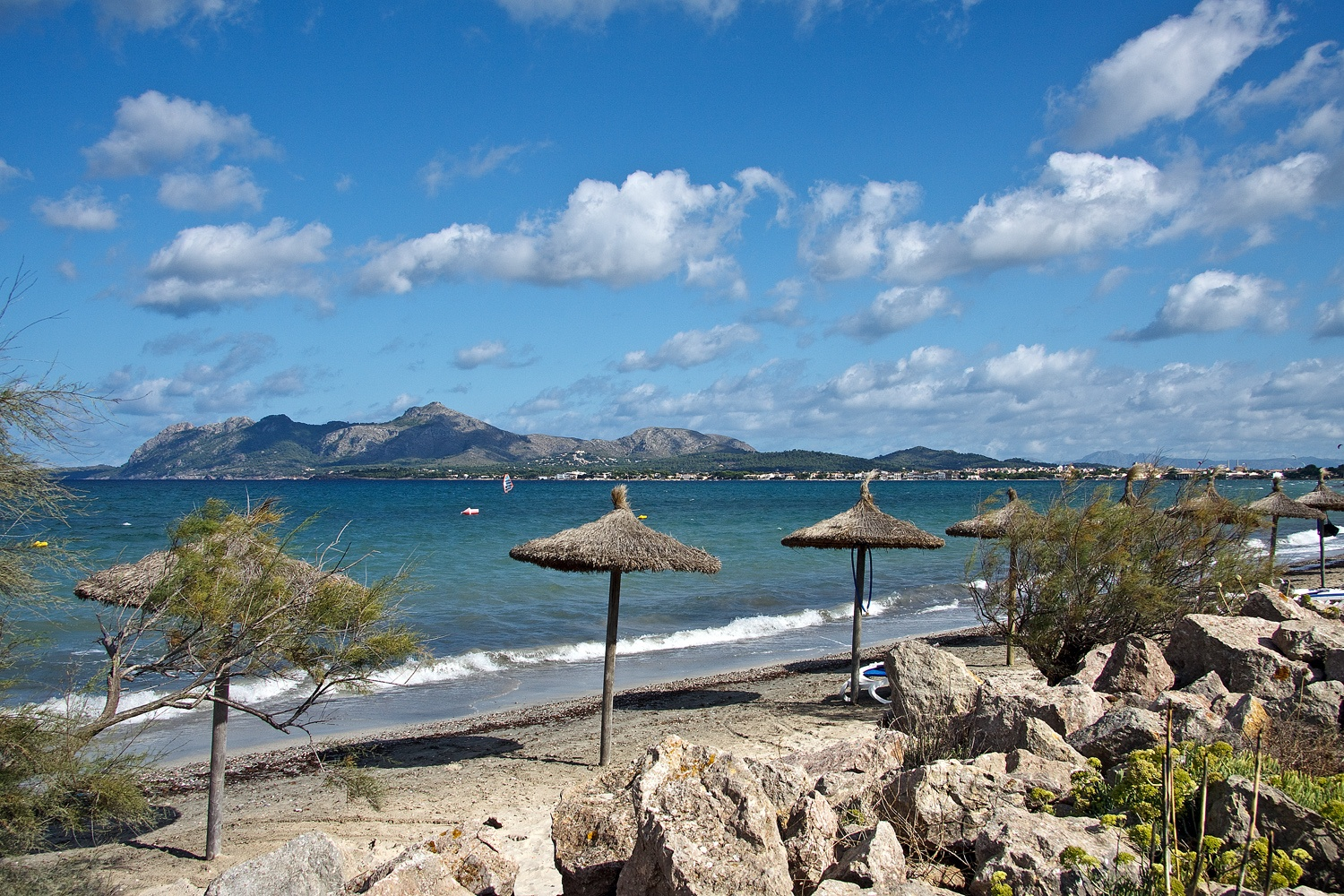
Pláž

Znak města je tvořen z několika částí: mořem, dveřmi, dvěma chrliči a především dvojhlavým korunovaným orlem. Orel je dominantou znaku a byl městu udělen Karlem V. společně se statusem města. Chrliči jsou umístěny na hradbách pod orlem. Hradby s bránou odkazují na městské hradby ve městě a moře opět symbolizuje důležitost moře pro Alcudii.

## Památky
Největší městskou atrakcí a také památkou jsou starověké hradby, které byly stavěny od roku 1298 a byly dokončeny až roku 1362. Po hradbách je možné se procházet a je z nich vidět až na přilehlá města. Z městských hradeb je navíc dobře vidět i na kostel sv. Jakuba, který ale náleží do katastrální výměry Pollençy. Nedaleko centra města jsou pozůstatky působení Římanů v současné Alcudii v podobě zbytku římanského města. Ve městě je aréna z 19. století a malé římské divadlo.
Ve staré části města se každou neděli a úterý po celý rok pořádají trhy. Je zde mnoho restaurací s tradičním i jiným jídlem. Pláž v Port d' Alcudia je oblíbeným místem turistů: dá se zde dobře opalovat, plavat i potápět se. V létě se v Alcudii každoročně slaví svátek svatého Jakuba. Před začátkem se vybere téma oslav a během samotného svátku probíhá více akcí. Jednou z nich je například „Noc Římanů“, kdy chodí lidé po ulicích oblečení jako Římané. Probíhají také divadla, býčí zápasy a konec svátku zakončí ohňostroj a koncert filharmonie na hradbách.

## Geografie
Město se nachází v severovýchodní části ostrova Mallorca uprostřed dvou zálivů: Pollença a Alcudia. Obě zátoky jsou pojmenovány po městech. Alcudia sousedí s městy Pollença, Sa Pobla a Muro. Město se nachází převážně v nížinách, nejvyšší bod má pouze 445 m n. m. a jedná se o vrch Sa Talaia. V okolí se, krom vrchu Sa Talaia, nacházejí dvě další vyvýšená místa: Puig de Romani a Penya Rotja o d'es Migdia. Nedaleko Alcudie se rozkládá i chráněná oblast Victòria, jejíž rozloha činí 1198 ha. Vyjma moře se v Alcudii a jejím okolí nenachází příliš vodních ploch a ty současné se pomalu ale jistě zmenšují.

## Fauna a flóra
Fauna i flóra jsou typické pro celé Baleáry. V okolí Alcudie roste endemická rostlina Digitalis dubia nebo Arum muscivorum. Mimo tyto dvě rostliny se zde vyskytují především borovice halepské a palmy druhu žumara nízká. 16 % katastrálního území Alcudie zaujímá les, zatímco 23 % tvoří místa porostlá tamaryšky, rákosím a podobnými rostlinami. Nedaleko Alcudie se rozkládá i chráněná oblast Victòria, jejíž rozloha činí 1198 ha. Pro místí faunu jsou důležité především dvě chráněné oblasti: L'Albufereta a Albufera de Mallorca. Obě oblasti poskytují ochranu především ptákům. V rozlehlých oblastech porostlým rákosím ročně hnízdí mnoho druhů ptáků. Významným druhem ptáka, který zde hnízdí, jsou například orlovec říční a čejka chocholatá. Dalšími místními živočichy jsou zástupci druhu Parablennius gattorugine, což je mořský živočich, nebo hadi druhu užovka maurská, zvaná též užovka podezřelá.